# Cal Jan (Miralcamp)
Cal Jan és una obra de Miralcamp (Pla d'Urgell) inclosa a l'Inventari del Patrimoni Arquitectònic de Catalunya.

## Descripció
Habitatge de grans dimensions, de façana asimètrica, amb planta baixa i dos pisos, i amb teulada a dues aigües perpendicular a la façana. La porta d'accés secundaria es troba a l'altura de la primera planta, i s'hi accedeix a través d'una doble escalinata, la'entrada principal és a peu de carrer. Les obertures de la casa tenen muntants i llinda de pedra, així com la cantonera, està composta per carreus de pedra. És proper al molí que porta el mateix nom, i es tractat possiblement de la casa pairal dels propietaris del molí.

## Història
A la llinda de la porta principal hi ha gravada la data 1749.